# Deutsche Demokratische Partei (2004)
Die Deutsche Demokratische Partei (Kurzbezeichnung: ddp), ab 9. November 2013 deutsche demokratische partei, war eine deutsche Kleinstpartei. Sie wurde 2004 in Königstein im Taunus gegründet. Ihr Name spielte auf die Deutsche Demokratische Partei der Weimarer Republik an. Im Januar 2015 löste sich die Partei nach eigenen Angaben auf.

## Programm
2009 veröffentlichte die ddp ihr Programm unter dem Leitsatz „Weder Kapitalismus noch Sozialismus“. Die ddp trat nach eigenen Angaben gemäß Grundgesetz und UN-Menschenrechtserklärung für Demokratie, Freiheit, Grundrechte und Menschenrechte ein. Weitere Werte der Partei waren Gemeinsamkeit, Kompatibilität von Kulturen sowie Trennung von Staat und Kirche. Daneben trat sie für das Bandbreitenmodell ein. Mit diesem sei nach Parteiangabe ein Steuer- und Wirtschaftsmodell möglich, mit dessen Hilfe sich die deutsche Staatsverschuldung binnen fünf Jahren auf null reduzieren lasse. Sie setzte sich für das bedingungslose Grundeinkommen ein. Es wurde im eigenen Konzept „Grundeinkommen 2.0“ genannt und sollte von Arbeitgebern gezahlt werden statt vom Staat.
In Bezug auf die Europäische Integration vertrat die Partei vor dem Hintergrund der Eurokrise souveränistische Positionen. Sie sprach sich für „die absolute Souveränität Deutschlands“ und das Konzept eines „Europa der Vaterländer“ aus.
Ferner bestritt die ddp den Status des Grundgesetzes als Verfassung.

## Organisation
Im Jahr 2009 vereinigte sich die ddp mit der Partei Gerechte Mitte Deutschland (GMD) und der Strategiepartei. Ein Jahr später schloss sich zudem die Deutsche Zukunftspartei an. Verhandlungen wurden weiterhin mit der Rentner Partei Deutschland, der Rentnerinnen- und Rentner-Partei (RRP) und der Allianz der Mitte (AdM) geführt.
Einziger aktiver Landesverband der Partei war in Bayern. In anderen Bundesländern gab es nur Landesgruppen, die rechtlich (lt. Bundeswahlleiter) für eine Wahl nicht zulässig waren. Es existierten auch keine Kreis- und Ortsverbände.
Die erste Wahlteilnahme der Partei erfolgte bei der Landtagswahl in Nordrhein-Westfalen 2010. Die Partei erreichte 1517 Stimmen, was 0,02 Prozent der gültigen Zweitstimmen entspricht. Bestes Ergebnis waren 2,01 Prozent im Stimmbezirk Lippstadt-Hörste, dem einzigen Stimmbezirk mit aktivem Wahlkampf.
Bei der Landtagswahl 2011 in Rheinland-Pfalz erreichte die ddp 0,09 Prozent und bei der Berliner Abgeordnetenhauswahl 2011 ebenfalls 0,09 Prozent der Stimmen.